# Pont Lomonossov
Le pont Lomonossov (en russe : Мост Ломоносова) est un pont situé au centre de la ville de Saint-Pétersbourg, en Russie, sur la rivière Fontanka, bras gauche du fleuve Néva qui traverse le centre de la ville. C'est le mieux préservé des ponts levant à tourelles qui avaient été construits au XVIIIe siècle à Saint-Pétersbourg.

## Histoire
Le pont d'origine, baptisé pont Tchernychev, mesurait 63 mètres de long pour 14,7 mètres de large et avait été construit entre 1785 et 1787. 
Au cours du XIXe siècle, à la suite de l'industrialisation de l'économie, les tourelles des autres ponts furent supprimées pour faciliter la circulation, mais le pont Tchernychev garda son apparence avec ses quatre tourelles doriques couronnées de petits dômes. La section centrale en bois, mobile, fut remplacée par un tablier en métal fixe en 1912.
Le pont prit le nom de Mikhaïl Lomonossov en 1948, en même temps que la rue qui le prolonge des deux côtés et la place Lomonossov un peu plus loin.